# Luciano Bux

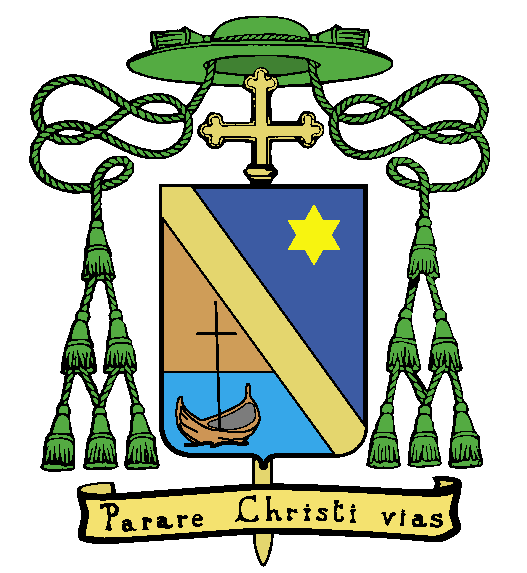
Wappen von Bischof Luciano Bux

Luciano Bux (* 26. Juni 1936 in Bari, Italien; † 8. August 2014 ebenda) war Bischof von Oppido Mamertina-Palmi.

## Leben
Luciano Bux empfing am 2. Juli 1961 die Priesterweihe für das Erzbistum Bari.
Papst Johannes Paul II. ernannte ihn am 21. Januar 1995 zum Titularbischof von Aurusuliana und zum Weihbischof in Bari-Bitonto. Die Bischofsweihe spendete ihm der Erzbischof von Bari-Bitonto, Andrea Mariano Magrassi OSB, am 25. März desselben Jahres; Mitkonsekratoren waren Giuseppe Lanave, Bischof von Andria, und Michele Mincuzzi, emeritierter Erzbischof von Lecce.
Am 5. Februar 2000 berief ihn Johannes Paul II. zum Bischof von Oppido Mamertina-Palmi. Am 2. Juli 2011 nahm Papst Benedikt XVI. sein aus Altersgründen vorgebrachtes Rücktrittsgesuch an und ernannte ihn bis zur Amtseinführung (Inthronisation) eines Nachfolgers zum Apostolischen Administrator der Diözese.
Luciano Bux war Großoffizier des Ritterordens vom Heiligen Grab zu Jerusalem.